# Modelår
Modelår er et begreb inden for bilbranchen. En bil siges at være fra et bestemt modelår, hvilket ikke nødvendigvis er lig med bilens produktionsår. Næste modelårs biler lanceres i almindelighed om sommeren i det forudgående kalenderår. Biler fra modelår 2001 blev således produceret fra sommeren 2000 til sommeren 2001. 
Myndighedernes krav til bilers miljø- og sikkerhedsmæssige præstationer gælder som regel fra og med et vist modelår.
Et specielt tilfælde er årsmodel 1975B. Mange fabrikanter lancerede dette modelår i sommeren 1975. Disse biler var identiske med bilerne fra modelår 1976, men havde ingen udstødningsrensning, hvilket blev obligatorisk i Sverige fra og med 1. januar 1976. Af lignende årsager findes modelåret 1988B, som blev produceret i sommeren 1988 og var identiske med modelår 1989, men havde ingen katalysator, hvilket blev obligatorisk i Sverige fra og med 1. januar 1989.

## Identifikation af modelår[1]
Modelåret kan i de fleste biler fra og med modelår 1980 identificeres ved hjælp af stelnummerets 10. tegn, f.eks. WVWZZZ1HZVW143895.
| Tegn | År   | Tegn | År   | Tegn | År   | Tegn | År   | Tegn | År   |
| ---- | ---- | ---- | ---- | ---- | ---- | ---- | ---- | ---- | ---- |
| A    | 1980 | G    | 1986 | N    | 1992 | W    | 1998 | 4    | 2004 |
| B    | 1981 | H    | 1987 | P    | 1993 | X    | 1999 | 5    | 2005 |
| C    | 1982 | J    | 1988 | R    | 1994 | Y    | 2000 | 6    | 2006 |
| D    | 1983 | K    | 1989 | S    | 1995 | 1    | 2001 | 7    | 2007 |
| E    | 1984 | L    | 1990 | T    | 1996 | 2    | 2002 | 8    | 2008 |
| F    | 1985 | M    | 1991 | V    | 1997 | 3    | 2003 | 9    | 2009 |

Efter 2009 startes forfra med samme række af bogstaver som fra 1980 og frem. Dvs. at A bruges i 2010, B i 2011, C i 2012 osv.